# Famille Vizkelety
La famille Vízkelety de Vízkelet et Szeptencz-újfalu (en hongrois : vízkeleti és szeptencz-újfalusi Vízkelety, parfois orthographié Vízkelethy) est une ancienne famille de la noblesse hongroise.

## Origines
Famille originaire du comitat de Pozsony, en haute-Hongrie, elle remonte au XIVe siècle.

## Membres notables
- János Vízkelety (fl. 1394), général en chef (hadvezér), fils d'un dénommé András (fl. 1364), capitaine (kapitány).
- Jakab Vízkelety (hu) (fl. 1534-1559), greffier de la Chancellerie royale (m. kir. Kancelláriai jegyző). Frère du suivant, ils reçoivent du roi le village de Kossuth dans le comté de Pozsony en 1555.
- György Vízkelety, secrétaire du voïvode de Transylvanie István Dobó, gouverneur de la forteresse (várnagy) de Léva.
- Gáspár Vízkelety (†1526), capitaine, il est tué au cours de la célèbre bataille de Mohács. Père du suivant.
- Lajos Vízkelety (fl. 1563), juge au Conseil royal (Kir. tab. biró). Cousin du suivant.
- Tamás Vízkelety (fl. 1588-1608), avocat, député de Nyitra à la Diète, président de la Chambre de Hongrie (1609-1611). Titré baron en 1608, il ajoute à son nom celui du village de Szeptencz-újfalu qu'il reçoit du roi. Père du suivant.
- baron Mihály Vízkelety (fl. 1619), vice-Palatin de Hongrie. Il épouse Mária Thurzó, fille du comte Thurzó, Palatin de Hongrie.
- Benedek Vizkelety reçoit du roi en 1578 le village de Boldogkőújfalu dans le comté de Abauj.
- Balázs Vízkelety, greffier (jegyzö) du comté de Nyitra entre 1582 et 1587.
- János Vízkelety, juge aulique (udvarbíró) du château de Sümeg (en) (1602-1603), percepteur de taxes (rovó en hongrois ; dicator en latin) à Pápa et juge aulique de Palota (fl. 1618).
- István Vízkelety, gouverneur de la forteresse (várnagy) de Brunó au XVIIIe siècle.
- János Vízkelety (1775°), juge des nobles en chef (főszolgabíró) du comté de Sopron.
- Ferenc III Vizkelety (eo) (1789-1875), avocat, professeur de droit à l'Université Royale de Pest entre 1829 et 1862 dont il fut le doyen et le recteur, conseiller du roi.
- Zsigmond Vízkelety (1774°), capitaine de cavalerie, membre de la Garde du corps royale hongroise (1792).
- Imre Vízkelety (hu) (1819-1895), artiste peintre et secrétaire financier royal (m. kir. pénzügyi titkár). Frère du suivant.
- Béla Vízkelety (hu) (1825-1864), artiste peintre, illustrateur et photographe hongrois.
- András Vízkelety (hu) (1931°), historien de la littérature spécialiste du Moyen Âge, professeur d'université, lauréat du prix Széchenyi, philologue, membre titulaire de l'Académie hongroise des sciences. Commandeur de l'Ordre du Mérite hongrois.
- Mariann Vízkelety (hu) (1956-2024), avocate hongroise, secrétaire d'État auprès du ministère de la Justice (2015-2020), présidente de l'Association hongroise de coopération civile (Magyar Polgári Együttműködés Egyesület).

## Liens, sources
- Iván Nagy: Magyarország családai , Budapest